# Tomás Jones
Tomás F. Jones (ur. 1903, zm. ?) – argentyński pływak, uczestnik Letnich Igrzysk Olimpijskich 1924 w Paryżu.
Podczas igrzysk olimpijskich w Paryżu brał udział w sztafecie 4 × 200 m stylem dowolnym mężczyzn, w której reprezentacja Argentyny odpadła w eliminacjach.